# Anastoechus stramineus
Anastoechus stramineus är en tvåvingeart som först beskrevs av Christian Rudolph Wilhelm Wiedemann 1820.  Anastoechus stramineus ingår i släktet Anastoechus och familjen svävflugor. Inga underarter finns listade i Catalogue of Life.